# Христо Стойков (офицер)
Вижте пояснителната страница за други личности с името Христо Стойков.
Христо Христов Стойков е български офицер, генерал-лейтенант.

## Биография
Роден е на 13 март 1897 година в разградското село Ташчи (днес Каменар). Още като офицерски кандидат участва в Първата световна война. През 1918 година завършва Военното училище в София, след което служи на фронта като телеграфист. Между 1920 и 1927 г. служи последователно в Шумен и Пловдив. През 1927 – 1930 година завършва Военната академия.
От 1933 година е командир на рота във втори инженерен полк, а на следващата година и командир на рота в първи инженерен полк. Активен участник във Военния съюз, Стойков е уволнен от армията на 15 ноември 1935 година, след опита за преврат. След 1936 година ръководи работата на новосъздаденото и близко до бившия кръг „Звено“ списание Бразда. През следващите години е интерниран 5 – 6 пъти. През декември 1941 г. сътрудничи на съветското разузнаване, като връзката е чрез член на съветската легация под псевдоним инж. Давид.
От 1943 до 1944 г. е член на Националния комитет на ОФ. След интернирането в провинцията на Кимон Георгиев и Дамян Велчев през януари 1944 година Стойков става основната им връзка със столицата. В началото на юни е издадена заповед за интернирането му в Мелник, но тя е отменена непосредствено след това при смяната на кабинета. Участва активно в преврата на 9 септември 1944 г. В периода 10 септември 1944 – 1948 година е началник на Военното училище. През 1949 година излиза в запас. Става член на БКП през 1950 г. През 1951 г. му е открита активна разработка от Държавна сигурност под псевдоним „Смок“ по линия на бившите офицери. По това време се занимава с журналистика и работи в дома на журналиста. През 1957 г. разработката е прекратена поради липса на доказателства за антикомунистическа дейност. Бил е член на Изпълнителния комитет на НС на ОФ и народен представител. През 70-те години е възпитател в Полувисшия железопътен институт. Награждаван е с два ордена „Георги Димитров“.

## Военни звания
- Подпоручик (1919)
- Поручик (30 януари 1923)
- Капитан (15 юни 1928)
- Майор (16 май 1935)
- Генерал-майор (1944)
- Генерал-лейтенант (6 май 1945)